# لوئیس اوایه
لوئیس اوایه (اسپانیایی: Luis Ovalle‎؛ زادهٔ ۷ سپتامبر ۱۹۸۸) بازیکن فوتبال اهل پاناما است.
از باشگاه‌هایی که در آن بازی کرده‌است می‌توان به باشگاه فوتبال مونتری اشاره کرد.